# Элу, Шарль
Шарль Элу (араб. شارل الحلو‎; 25 сентября 1913, Бейрут, Османская империя — 7 января 2001, Бейрут, Ливан) — ливанский государственный деятель, президент Ливана (1964—1970).

## Биография
Выходец из влиятельного маронитского клана, в 1929 году с отличием окончил Университет Святого Иосифа в Бейруте и завершил юридическое образование в 1934 году. Начал заниматься бизнесом, создал две франкоязычных газеты (L’Eclair du Nord и Le Jour). В 1936 году вместе с Пьером Жмайелем и группой единомышленников принял участие в создании партии Катаиб. Впоследствии из-за разногласий с Жмайелем вышел из партии.
В 1947 году был назначен послом Ливана в Ватикане, а в 1949 году он принял участие в ливано-израильских переговорах о перемирии, где пытался получить дипломатические уступки в обмен на вывод израильских войск с ливанской территории. Неоднократно входил в состав правительства:
- 1951—1952 гг. — министр иностранных дел,
- 1954—1955 гг. — министр юстиции и министр здравоохранения,
- сентябрь-октябрь 1958 г. — министр экономики и министр информации,
- февраль-август 1964 г. — министр образования,
- июль-август 1979 г. — государственный министр.

В 1963 году создал Институт палестинских исследований.
Отсутствие явной политической ангажированности позволило политику заручиться поддержкой Фуада Шехаба, который выдвинул его кандидатуру в качестве своего преемника на посту президента, и в 1964 году он был избран Национальной ассамблеей на должность президента Ливана.
Одной из ключевых проблем в период его президентства был вопрос урегулирования с Израилем стока реки Иордан. Помимо этого, на президентство Хелу пришлось банкротство банка Интра — крупнейшего банка на ближнем Востоке, и Шестидневная война 1967 года. Во время Шестидневной войны в правящих кругах Ливана были серьёзные разногласия по поводу отношения к войне: мусульманские политики хотели включения Ливана в войну на стороне арабских стран, в то время как христианские политики были против. Ему удалось удержать Ливан от боевых действий, но парламентские выборы 1968 года продемонстрировали растущую политическую поляризацию в стране: в парламенте сформировались проарабская коалиция во главе с Рашидом Караме и прозападная коалиция, которую возглавляли Камиль Шамун, Пьер Жмайель и Раймон Эдде, каждая из которых располагала 30 из 99 мест в парламенте.
Во время президентства Ш.Элу столкновения между ливанской армией и ООП на территории Ливана стали все более частыми. В 1969 году он дал санкцию на подписание Каирского соглашения между ливанской армией и ООП, которое позволяло палестинским боевикам осуществлять вылазки в Израиль с баз на территории Ливана. Ш.Хелу рассчитывал таким образом направить атаки палестинцев в сторону Израиля, надеясь, что они прекратят столкновения с ливанской армией. В действительности, столкновения ООП с ливанской армией только усилились.
В 1970 году поддерживал кандидатуру И.Саркиса в качестве своего преемника на посту президента, но последний проиграл выборы в Национальном собрании (на один голос больше получил Сулейман Франжье, избранный на пост президента). В отличие от других бывших президентов Ливана, которые продолжали участвовать в политической жизни после ухода с поста президента, после отставки не занимался политикой, а предпочел заниматься благотворительной деятельностью.
В 1972—1979 годах являлся председателем Международной ассоциации франкоязычных парламентариев.